# Stig Delang
Stig Birger Ingemar Delang, född 4 december 1912 i Ulricehamn, Älvsborgs län, död 14 juni 1995 i Borås Caroli församling, Älvsborgs län, var en svensk konstnär. 
Han var son till Charles Peter Sören Delang och Hilda Charlotta Niklasson och från 1970 gift med Elsa Aina Helena Delang.
Delang studerade vid Académie Julian, André Lhotes målarskola och Académie de la Grande Chaumière i Paris. Hans konst består av målade landskap, stilleben och figurkompositioner. Bland hans offentliga utsmyckningar märks  plenisalen för Caroli församling i Borås. Delang är representerad vid Borås konstmuseum och Drammen museum.